# مشعل المطيري
مشعل المطيري (9 أكتوبر 1977 -)، ممثل ومنتج سعودي. شارك في العديد من الأعمال الفنية، من أبرزها فيلم «هوبال»، ومسلسل «شفت الليل». حصل على جائزة أفضل ممثل من «مهرجان أفلام السعودية» عام 2021، وعام 2025م.

## عن حياته
من مواليد مدينة الرياض، وتخرج من جامعة الملك سعود كلية الآداب قسم الأعلام شعبة الفنون المسرحية في عام 2000، وكانت بدايته الفنية في عام 1992، بينما بدايته الفعلية كانت بعد أن شارك في مسلسل الحور العين في عام 2005، كما شارك الممثلة زهرة عرفات في تقديم برنامج «زهرة الخليج» في فترة من الفترات.

## أعماله

### من المسلسلات
- يوميات وضاح (1992).
- السحارة (1999).
- امرأة لا تشبه القمر (2004).
- طاش ما طاش 13 (2005).
- الحور العين (2005).
- الأرملة (2005).
- ماكو فكة (2006).
- طاش ما طاش 15 (2007).
- كلنا عيال قرية (2008).
- عطر (2008).
- عذاب (2008).
- طاش ما طاش 16 (2009).
- حب في الهايد بارك (2009).
- أحلام رابح (2009).
- الساكنات في قلوبنا.
- كوميدو (2009).
- أسوار 2 (2009).[7]
- أيام السراب (2009).[8]
- أم الحالة 1 (2009).
- أجنحة في سماء الغربة (2009).
- 37 درجة مئوية (2009).
- بني جان (2010).
- أم الحالة 2 (2011).[9]
- المصاقيل - رسوم متحركة، جزأين (2011).
- نساء من زجاج (2012).[10]
- شفت الليل 1 (2012).[11]
- شفت الليل 2 (2013).
- 42 يوم (2016).
- المدينة الفاصلة (2017).[12]
- أم القلايد (2020).
- ربع نجمة (2021).[13]
- في الحب والحياة (2022).
- الهبوب (2022).[14]
- هروج (2025).[15]

### من الأفلام
- أنا والآخر (2001).
- المشهد الأخير (2005).
- كيف الحال (2005).
- فضيلة أن تكون لا أحد (2016).[16]
- قبل أن ننسى (2021).[17]
- أربعون عاماً وليلة (2021).[18]
- ثقوب (2024).
- هوبال (2024).[3]

### المسرحيات
- الدريشة الرومانسية (2014).[19]
- وادي حفنوش (2015).[20]

## الجوائز
- جائز أفضل ممثل من مهرجان أفلام السعودية (الدورة السابعة) عام 2021م، عن دوره في فيلم «أربعون عامًا وليلة».[21]
- جائزة أفضل ممثل من مهرجان أفلام السعودية (الدورة الحادية عشرة) عام 2025م،[22] عن أدواره في فيلمي: «هوبال»، و«ثقوب».[6]

## روابط خارجية
- مشعل المطيري على موقع IMDb (الإنجليزية)
- مشعل المطيري على موقع قاعدة بيانات الأفلام العربية